# 제5회 대한민국국제청소년영화제
제5회 대한민국국제청소년영화제는 2005년 10월 19일에 열린 시상식이다.

## 수상 및 후보

### 단체상 - 대상
- 500원짜리 - 김형구 외 수상
- 버스안에서 - 이찬민 외 수상
- 친구와 친구사이 - 김소연 수상

### 단체상 - 금상
- 허밍 스테레오 - 박정은 외 수상
- 아이 러브 유 - 박대근 외 수상
- 반딧불축제를 찾아온 외계인 - 최희경 외 수상

### 단체상 - 은상
- 흑룡여고 독고춘자 주먹을 날리다 - 권혁재 외 수상
- 지하철 맨 뒤칸 - 최정수 수상
- 내가 물려받은 것들 - 김정우 외 수상
- 이야기 - 박보배 외 수상
- 찬주 이야기 - 김양지 외 수상
- 올드 앤 뉴 - 서일금 외 수상

### 단체상 - 동상
- 거울속의 낯선자 - 이윤희 외 수상
- 메이 투 디셈버 - 조용진 외 수상
- 담배를 물다 - 한준희 수상
- 중3이라는 이름 - 김혜진 외 수상
- 그날은 아무것도 보이지 않았다 - 이동준 외 수상
- 덧칠 - 이원석 외 수상
- 노란상자의 주인을 아세요? - 이유진 외 수상
- 친구야, 난 네가 참 좋아! - 우도미 외 수상
- 중국에서 온 아이 - 강솔지 수상

### 단체상 - 장려상
- 캐츠 인 더 크래들 - 김선 외 수상
- 메이 투 디셈버 - 이충진 외 수상
- 지하인간 - 최권세 수상
- 엄마의 봄 - 박선주 수상
- 천부경 - 최우진 외 수상
- 낡은 서랍속 카메라 - 김연지 외 수상
- 매일 맑음 - 김민주 외 수상
- 아 유 해피 - 박수지 외 수상
- 환상 - 연승이 외 수상
- 삼각 - 서새롬 외 수상
- 금붕어 100일 키우기 - 박예슬 외 수상
- 새침이의 텃밭 일기 - 최정인 외 수상
- 혼자는 싫어요 - 현다인 외 수상
- 다시 돌아온 친구 - 현다인 외 수상
- 내친구는 유령 - 문세림 외 수상

### 특별상 - 청년부문대상
- 나는 느낀다 - 노보애 수상
- 첫시도 - 황지희 외 수상
- 도독 맞은 편지 - 이혜승 수상
- 애필 - 윤민호 외 수상
- 10년 후에 - 백진선 외 수상
- 엄마의 독재는 아빠의 담배를 부추긴다 - 박현재 수상

### 최우수 연출상
- 거울속의 낯선자 - 이윤희 수상

### 우수 연출상
- 희미한 사랑 - 이준하 수상

### 최우수 연기상
- 500원짜리 - 장승연 수상

### 우수 연기상
- 아이 러브 유 - 박대근 수상

### 최우수 조명상
- 500원짜리 - 김형구 수상

### 우수 조명상
- 메이 투 디셈버 - 조용준 수상

### 최우수 기획상
- 슈가라이프 - 이현주 수상

### 우수 기획상
- 럭키? Or 루키? - 윤환 수상

### 최우수 편집상
- 덧칠 - 이원석 수상

### 우수 편집상
- 레드 아이 - 최성은 수상

### 최우수 촬영상
- 벗어나려 한다 - 이진아 수상

### 우수 촬영상
- 미래주식 - 최용미 외 수상

### 최우수 음악상
- 에스 - 지석민 수상

### 우수 음악상
- 이야기 - 박보배 수상

### 최우수 시나리오상
- 벗어나려 한다 - 이진아 수상

### 우수 시나리오상
- 지하철 맨 뒤칸 - 최정수 수상